# تجراكبر (مقاطعة إسلام آباد غرب)
تجراكبر (بالفارسية: تجراکبر) هي قرية تقع في قسم حومة الجنوبي الريفي (مقاطعة إسلام آباد غرب) في إيران. يقدر عدد سكانها بـ 544 نسمة بحسب إحصاء 2016.